# Sarcoglottis turkeliae
Sarcoglottis turkeliae är en orkidéart som beskrevs av Eric Alston Christenson. Sarcoglottis turkeliae ingår i släktet Sarcoglottis och familjen orkidéer.
Artens utbredningsområde är Ecuador. Inga underarter finns listade i Catalogue of Life.